# Bankroll Fresh
Trentavious Z. White (2 de agosto de 1987-4 de marzo de 2016), más conocido como Bankroll Fresh o Yung Fresh, fue un rapero de Atlanta, Georgia. Criado en la comunidad de Pittsburgh, comenzó su carrera musical desde muy joven. 

## Carrera
White originalmente empezó a rapear como Yung Fresh, y bajo este alias a aparecido junto a Gucci Mane en varias canciones En 2014, Fresh colaboró con Mike Will Made It, en la canción llamada "Screen Door". Fresh también hizo una aparición de invitado en la canción "For the Love", que apareció en el mixtape de Metro Boomin en 2013 llamado "19 & Boomin". Fresh ha tenido un éxito menor con su propia canción de 2014 titulada "Hot Boy", y el mismo año, lanzó el mixtape Life of a Hot Boy. En 2015, Fresh publicó Life of a Hot Boy 2, y ese mismo año, Fresh siguió con un mixtape homónimo. En febrero de 2016, dio a conocer un video para su canción "Poppin' Shit".

## Muerte
White fue asesinado a tiros en el estudio de Street Exces el 4 de marzo de 2016. White murió debido a las heridas provocadas. El 8 de marzo del mismo año, aparecieron explicando que Fresh fue asesinado por otro rapero llamado No Plug. Se informó de que Fresh y No Plug se involucraron en un altercado dentro de Street Exces, que dio lugar a No Plug y su equipo escaparan corriendo con el arma de Fresh. Fresh luego procedió a perseguir a No Plug y a sus amigos, y cuando llegó el exterior, se efectuaron disparos contra Bankroll. Además se informa que Bankroll también disparó contra No Plug. Se informó que más de 50 casquillos de bala estaban en la escena del crimen. Muchas celebridades y amigos, incluyendo a 2 Chainz, Lil Wayne & Plies han lamentado la muerte del rapero. El crimen sigue sin resolverse.